# Panyi Ferencné
Panyi Ferencné (Szabó Irma, 1907–1996) Kossuth-díjas textilipari szakmunkás, bolyhozó, a Pamuttextilművek, valamint az Óbudai Fehérítőgyár dolgozója, sztahanovista.

## Élete
1950-ben – Ormai Árpádnével, a Hazai Fésűsfonó dolgozójával megosztva – megkapta a Kossuth-díj ezüst fokozatát, az indoklás szerint „a többgépes sztahanovista rendszer hazai kezdeményezéséért és az állandó 500 százalékos teljesítményéért”.
Részt vett a sztahanovista mozgalomban. 1950 nyarán egy nagygyűlésen a „dolgozó nők nevében” szólalt fel: „Mi magyar dolgozó nők, akik eddig is becsületesen kivettük részünket hazánk építésében és a termelésében, ígérjük, hogy most még jobban, még öntudatosabban, még eredményesebben fogunk dolgozni hazánk megerősödéséért. Minden erővel küzdök a laza normák ellen, és az 1951-es évi tervemet ez év [1950.] augusztus 1-ig teljesítem.”
1948 és 1953 között a Szabad Nép című napilap munkaversennyel kapcsolatos cikkeiben 10 alkalommal szerepelt.